# Carman
Carman, (às vezes nomeado Carmun) na mitologia céltica irlandesa, é uma deusa guerreira, pertencendo ao povo de Fir Bolg, essencialmente conhecida pelos Dindshenchas.
Ela tem três filhos que se chamam : Dian (a Violência), Dother (o Malfeitor) e Dub (o Preto). Vindos de Atenas, tentam se instalar na Irlanda, mas se batem em Tuatha Dé Danann, em que Carman destrói as colheitas usando de sua magia. Lug o deus supremo acompanhado de Aoi Mac Ollamain, Bé Chuille e Crichinbel, são despachados por afrontar os invasores, Carman é feita prisoneira enquanto que seus filhos são expulsos da Irlanda. Ela acaba por morrer de tristeza.
Seu nome se perpetuou em duas festas, uma em Wexford e a outra em Kildare.